# Bulbophyllum rectilabre
Bulbophyllum rectilabre là một loài phong lan thuộc chi Bulbophyllum.